# NGC 924
NGC 924 is een spiraalvormig sterrenstelsel in het sterrenbeeld Ram. Het hemelobject werd op 29 november 1785 ontdekt door de Duits-Britse astronoom William Herschel.

## Synoniemen
- PGC 9302
- UGC 1912
- MCG 3-7-12
- ZWG 462.12